# Gladiatorzy (film 2003)
Gladiatorzy (niem. Held der Gladiatoren) – telewizyjny film powstały w koprodukcji niemiecko-austriackiej w 2003 roku. Prawdopodobnie był inspirowany filmem Gladiator, gdyż ma podobną tematykę.
W filmie pojawia się wiele niezgodności historycznych, jak np. zakaz zabijania przeciwników na arenie. Imiona Rhinana, Palaestrio i Lagos nie istniały w Starożytnym Rzymie, poza tym to ostatnie było imieniem greckim. Bohaterowie nie noszą też nazwisk.

## Obsada
- Stephan Luca – Germanus
- Andrea Cleven – Rhihanna
- Tanja Wenzel – Flaminia
- Zsolt Bács – Galenus
- Marion Mitterhammer – Albina
- Dierk Prawdzik – Lagos
- Gregor Bloéb – Melampus
- László I. Kish – Palaestrio
- Ralf Möller – Ferox
- Erwin Steinhauer – Mercurinus
- Matthias Friedrich – Quiricus
- Henning Baum – Ceradoc
- Frank Witter – Secundus